# Diana Conyngham Ellis
Diana Conyngham Ellis (1813-4 mai 1851) est une artiste botanique d'Irlande.

## Biographie
Diana Monsell naît en 1813, probablement dans le comté de Londonderry. Elle est la fille aînée des quatre enfants de l'archidiacre de Derry, Thomas Bewley Monsell et Jane Rae. Son frère est John Samuel Bewley Monsell, pasteur et auteur de cantiques Elle épouse Conyngham Ellis, son cousin germain, le 29 décembre 1842 à Dunloe Church. Au départ avocat, Conyngham Ellis quitte la profession pour devenir vicaire, servant à Cranbourne, Windsor, Berkshire. Ellis meurt à l'âge de 37 ou 38 ans, le 4 mai 1851.
Son livre publié sous le nom de Mme Conyngham Ellis, Conversations on human nature for the young, semble avoir été imprimé à titre posthume.
Un portrait à l'aquarelle d'Ellis par Frederick William Burton fait partie des collections de la National Gallery of Ireland.

## Œuvre artistique
Le travail d'Ellis se compose de 68 dessins de couleurs aquarelles de fleurs et de feuillages. On ne sait pas si Ellis a reçu une formation, bien que son travail soit typique de son époque. Ses études portent sur des plantes locales courantes, principalement celles trouvées dans les champs et les haies, comme les primevères, les jacinthes et les violettes. Son travail est salué pour sa précision et son réalisme,.
L'album de son travail est conservé dans les collections de la National Gallery of Ireland. Burton commente son travail : « Je n'ai pas vu depuis longtemps quoi que ce soit qui me faisait tellement plaisir de m'attarder… ils font paraître mon propre travail grossier et faux et je suis plus que jamais conscient de mes défauts. »